# Apogon dammermani
Apogon dammermani är en fiskart som beskrevs av Weber och De Beaufort 1929. Apogon dammermani ingår i släktet Apogon och familjen Apogonidae. Inga underarter finns listade i Catalogue of Life.